# Anopheles mangyanus
Anopheles mangyanus este o specie de țânțari din genul Anopheles. A fost descrisă pentru prima dată de Banks în anul 1906.
Este endemică în Filipine. Conform Catalogue of Life specia Anopheles mangyanus nu are subspecii cunoscute.